# 尤奧扎斯·維塔斯
尤奧扎斯·維塔斯（1899年1月8日—1943年），本名尤奧扎斯·瓦盧納斯（Juozas Valūnas），是立陶宛共產黨人。1942年至1943年間，他曾組織反納粹德國團體「立陶宛解放聯盟」（Lietuvos išlaisvinimo sąjunga），與波蘭和猶太地下組織暗中聯繫。活動被盖世太保發現之後，維塔斯隨即遭到逮捕處決。1965年，維塔斯獲追授蘇聯英雄稱號，是第七位、也是最後一位因抵抗納粹德國統治而獲授蘇聯英雄稱號的立陶宛人。

## 生平
1899年1月8日，尤奧扎斯·瓦盧納斯生於俄罗斯帝国蘇瓦烏基省卡爾瓦里亞郡阿利圖斯區祖尼亞（今屬立陶宛）。第一次世界大战期間，瓦盧納斯被徵召進俄羅斯帝國陸軍，1919年加入俄羅斯共產黨（布爾什維克）。返回立陶宛之後，他在立陶宛独立战争中從事反情報工作。1920年3月，瓦盧納斯被徵召進立陶宛陸軍，他在軍中對第七步兵團繼續進行統戰工作，因此被逮捕並求處死刑，不過一群士兵將他釋放了。1921年8月，瓦盧納斯潛逃到俄羅斯莫斯科，進入西方少数民族共产主义大学就讀，至1925年畢業，之後在圖拉工作，1928年進入莫斯科晚間機械製造學院（後重組為莫斯科電子與數學學院）就讀，至1932年畢業。1927年，他改名為尤奧扎斯·維塔斯。自莫斯科晚間機械製造學院畢業後，維塔斯在捷爾任斯克擔任工程師至1935年，之後在列寧格勒（今圣彼得堡）擔任工程學院院長至1940年。
1940年6月蘇聯佔領波羅的海國家後，他再度返回立陶宛，1940年11月至1941年5月間擔任維爾紐斯市執行委員會主席。1941年6月納粹德國入侵蘇聯時，維塔斯與許多其他共產黨人不同，選擇留在立陶宛開展反德活動；據信他並未獲得蘇聯内务人民委员部與立陶宛共產黨（布爾什維克）的支援。維塔斯與奧娜·希邁特、維陶塔斯·蘭茨貝吉斯-熱姆卡爾尼斯、梅奇斯洛瓦斯·雷尼斯主教等立陶宛知識分子接觸，並與希奥利艾、帕內韋日斯、考那斯等地的一些小型反德團體建立了聯繫。
1943年2月24日，維塔斯與他人共同組織了「反法西斯委員會」（Antifašistinis komitetas）。此組織隨後更名為「立陶宛解放聯盟」（Lietuvos išlaisvinimo sąjunga），團結了許多立陶宛的親共活躍份子，有超過500名成員，並支援蘇聯游擊隊。當年4月，他成為立陶宛解放聯盟的書記，同時兼任聯盟機關報《祖國陣線》（Tėvynės frontas）的主編；當年5月，他更當選為立共（布）維爾紐斯市委員會重建後首任第一書記，此時維爾紐斯市委還包含數位波蘭和猶太人地下組織代表，例如來自積極鬥爭聯盟（之後更名為波蘭愛國者聯盟）的揚·普熱瓦爾斯基（Jan Przewalski），以及來自联合游击队组织的伊扎克·維滕貝格等。維塔斯計畫取得莫斯科方面對這些組織的正式承認，據稱還已經安排與時任立共（布）中央第一書記安塔納斯·斯涅奇庫斯會面，但就在當年6月19日，他遭到盖世太保逮捕，之後被處決，確切日期不詳。
因為維塔斯的哥哥伊格納斯·瓦盧納斯（Ignas Valūnas）在維爾紐斯擁有一間餐廳而被視為「資產階級壓迫者」，使其事蹟戰後在蘇聯長期遭到審查。1949年3月，伊格納斯更和其家人被強制流配至克拉斯諾亞爾斯克邊疆區，直到1956年方獲釋，1959年獲得平反。1964年，維塔斯獲波蘭追授格倫瓦爾德十字勳章，1965年獲蘇聯追授列寧勳章、蘇聯英雄稱號，是第七位、也是最後一位因抵抗納粹德國統治而獲授蘇聯英雄稱號的立陶宛人。